# باترکریم
باترکریم یا خامه کره‌ای (به انگلیسی: Buttercream)  کرمی است که از مخلوط کردن شکر به کره و بهم زدن بسیار آن  و وارد کردن هوا در آن به وجود می‌آید. دو روش در تهیهٔ کرم کره وجود دارد در یکی شکر بکار می‌رود و در دیگری روشی است که از مرنگ استفاده می‌شود. نوعی که از مرنگ استفاده می‌شود نرم و لطیف‌تر است. برای طعم‌دهی نیز اسانس وانیل افزوده می‌شود. در بعضی از دستورها از زردهٔ تخم مرغ یا تخم مرغ کامل نیز استفاده شده‌است. با افزودن قهوه یا کاکائو می‌توان رنگ این کرم را تغییر داد.